# Dead Flowers, Bottles, Bluegrass, and Bones
Dead Flowers, Bottles, Bluegrass and Bones is het vijfde studioalbum van de Amerikaanse punkband Swingin' Utters. Het werd in 2003 uitgegeven door Fat Wreck Chords en geproduceerd door het producerteam Greedy Brothers.

## Nummers
1. "No Pariah" - 1:30
2. "Glad" - 2:09
3. "Hopeless Vows" - 1:48
4. "Dead Flowers, Bottles, Bluegrass and Bones" - 2:05
5. "All That I Can Give" - 2:24
6. "Sign in a Window" - 1:54
7. "Dont Ask Why" - 2:12
8. "Lampshade" - 2:56
9. "Letters to Yourself" - 2:35
10. "Heaven at Seventeen" - 1:43
11. "Leaves of Fate" - 1:57
12. "If You Want Me To" - 2:46
13. "Elation" - 1:40
14. "Poor Me" - 1:44
15. "My Closed Mind" - 1:23
16. "Looking for Something to Follow" - 2:57
17. "Shadows and Lies" - 1:57

## Muzikanten
Band
- Johnny Peebucks - zang
- Darius Koski - gitaar, zang, accordeon, piano, elektronisch orgel, viool, altviool
- Greg McEntee - drums
- Spike Slawson - basgitaar, zang

Aanvullende muzikanten
- Tom Brayton - slagwerk
- Mike Busbee - vibrafoon, basgitaar (track 17), slagwerk